# Hồng Thiên Quý Phúc
Hồng Thiên Quý Phúc (giản thể: 洪天贵福; phồn thể: 洪天貴福; bính âm: Hóng Tiānguìfú) (23 tháng 11 năm 1849 – 18 tháng 11 năm 1864) là con trai của Thiên vương Hồng Tú Toàn, người sáng lập ra Thái Bình Thiên Quốc, và là Thiên vương cuối cùng của Thái Bình Thiên Quốc. Khi Thiên Kinh thất thủ, ông được Can vương Hồng Nhân Can và một số tướng lĩnh khác của Thái Bình Thiên Quốc hộ tống chạy ra ngoài trốn thoát khỏi sự truy sát của quân Thanh.
Tuy nhiên, Hồng Thiên Quý Phúc bị quân Thanh bắt được và bị xử lăng trì vào ngày 18 tháng 11 năm 1864 ở tuổi 14.